# 大马士革之战 (1260年)
大马士革之战於1260年先後發生兩次，第一次在三月，蒙古帝国軍队佔領大马士革；第二次在8月埃及蘇丹忽都思率領5萬馬木留克重騎兵及7萬北非土著共12萬大軍，跨海反攻擊敗2萬蒙古及亞美尼亞聯軍，收復大马士革，但是忽都思不久後回國遇刺身亡。
這一戰以旭烈兀在1260年三月，蒙古軍佔領大马士革戰役為主。

## 參看
- 阿音札鲁特战役